# Velosnes
Ne doit pas être confondu avec Vilosnes.
Velosnes (en gaumais Vlônes) est une commune française située dans le département de la Meuse, en région Grand Est.
Elle fait partie de la Lorraine gaumaise.

## Géographie

### Situation
La commune est délimitée à l’est et au nord par la frontière franco-belge qui la sépare de la province de Luxembourg et du village de Torgny juste à l’est, frontière qui correspond ici au cours de la Chiers, un affluent de la Meuse.

#### Communes limitrophes
| Verneuil-Grand | Écouviez | Écouviez         |
| Othe           | Velosnes | Écouviez         |
| Othe           | Othe     | Épiez-sur-Chiers |

### Hydrographie

#### Réseau hydrographique
La commune est dans le bassin versant de la Meuse au sein du bassin Rhin-Meuse. Elle est drainée par la Chiers et le Thon,.
La Chiers, d'une longueur de 127 km, prend sa source dans la commune de Mont-Saint-Martin et se jette  dans la Meuse à Remilly-Aillicourt, après avoir traversé 46 communes. 

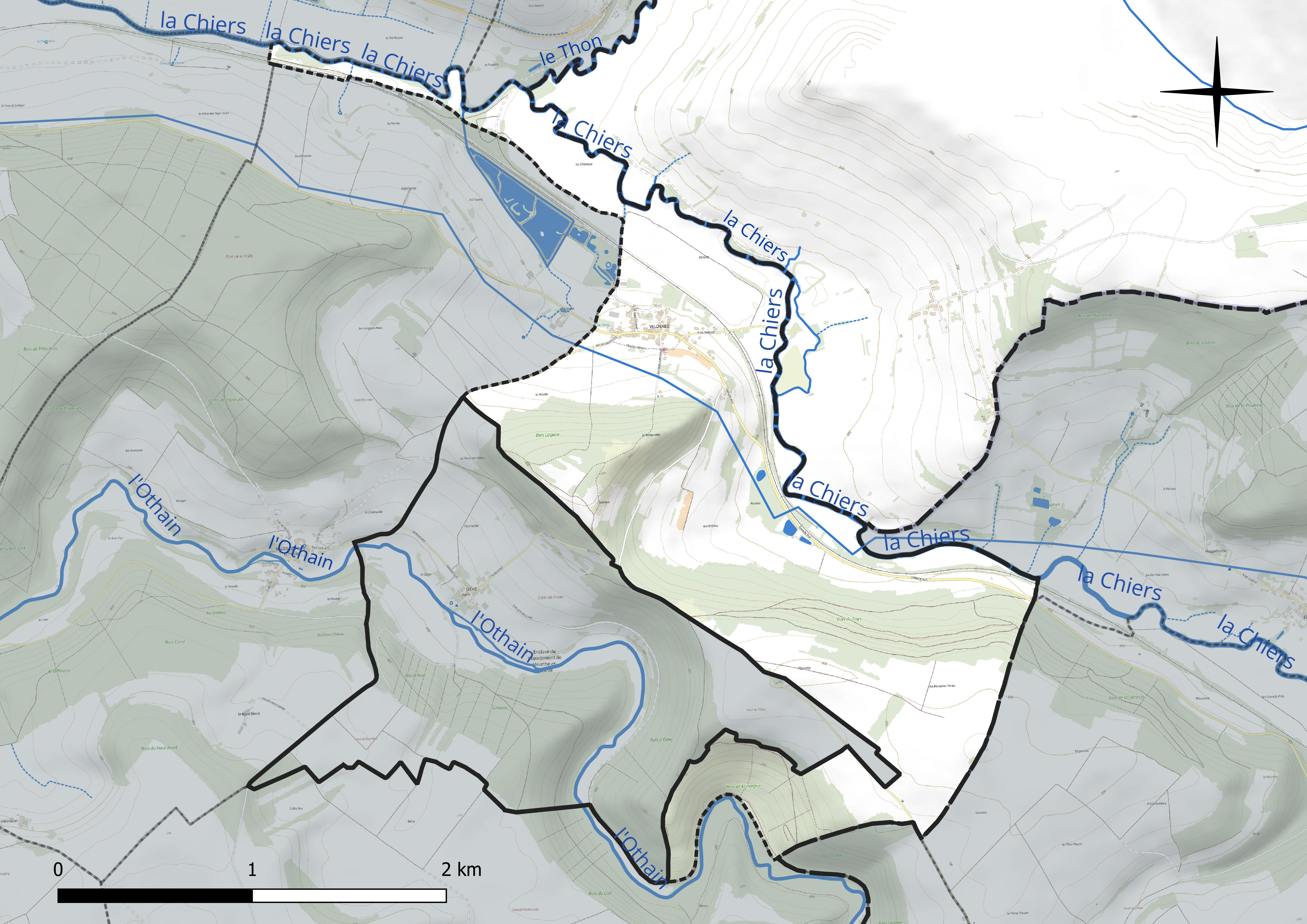
Réseau hydrographique de Velosnes.

#### Gestion et qualité des eaux
Le territoire communal est couvert par le schéma d'aménagement et de gestion des eaux (SAGE) « Bassin ferrifère ». Ce document de planification concerne le périmètre des anciennes galeries des mines de fer, des aquifères et des bassins versants hydrographiques associés qui s’étend sur 2 418 km2. Les bassins versants concernés sont celui de la Chiers en amont de la confluence avec l'Othain, et ses affluents (la Crusnes, la Pienne, l'Othain), celui de l'Orne et ses affluents et celui de la Fensch, le Veymerange, la Kiesel et les parties françaises du bassin versant de l'Alzette et de ses affluents (Kaylbach, ruisseau de Volmerange). Il a été approuvé le 27 mars 2015. La structure porteuse de l'élaboration et de la mise en œuvre est la région Grand Est. 
La qualité des cours d’eau peut être consultée sur un site dédié géré par les agences de l’eau et l’Agence française pour la biodiversité. 

### Climat
Pour des articles plus généraux, voir Climat du Grand Est et Climat de la Meuse.
En 2010, le climat de la commune est de type climat de montagne, selon une étude du Centre national de la recherche scientifique s'appuyant sur une série de données couvrant la période 1971-2000. En 2020, Météo-France publie une typologie des climats de la France métropolitaine dans laquelle la commune est dans une zone de transition entre le climat océanique altéré et le climat océanique altéré et est dans la région climatique  Lorraine, plateau de Langres, Morvan, caractérisée par un hiver rude (1,5 °C), des vents modérés et des brouillards fréquents en automne et hiver. 
Pour la période 1971-2000, la température annuelle moyenne est de 9,8 °C, avec une amplitude thermique annuelle de 16,4 °C. Le cumul annuel moyen de précipitations est de 960 mm, avec 14,2 jours de précipitations en janvier et 9,7 jours en juillet. Pour la période 1991-2020, la température moyenne annuelle observée sur la station météorologique de Météo-France la plus proche, « Villette », sur la commune de Villette à 7 km à vol d'oiseau, est de 10,1 °C et le cumul annuel moyen de précipitations est de 909,4 mm. 
La température maximale relevée sur cette station est de 39 °C, atteinte le 25 juillet 2019 ; la température minimale est de −14,8 °C, atteinte le 20 décembre 2009,,. 
Les paramètres climatiques de la commune ont été estimés pour le milieu du siècle (2041-2070) selon différents scénarios d'émission de gaz à effet de serre à partir des nouvelles projections climatiques de référence DRIAS-2020. Ils sont consultables sur un site dédié publié par Météo-France en novembre 2022.

## Urbanisme

### Typologie
Au 1er janvier 2024, Velosnes est catégorisée commune rurale à habitat dispersé, selon la nouvelle grille communale de densité à sept niveaux définie par l'Insee en 2022.
Elle est située hors unité urbaine et hors attraction des villes,.

### Occupation des sols
L'occupation des sols de la commune, telle qu'elle ressort de la base de données européenne d’occupation biophysique des sols Corine Land Cover (CLC), est marquée par l'importance des territoires agricoles (63,3 % en 2018), une proportion identique à celle de 1990 (63,3 %). La répartition détaillée en 2018 est la suivante : 
prairies (36 %), forêts (31,2 %), terres arables (27,3 %), milieux à végétation arbustive et/ou herbacée (5,5 %). L'évolution de l’occupation des sols de la commune et de ses infrastructures peut être observée sur les différentes représentations cartographiques du territoire : la carte de Cassini (XVIIIe siècle), la carte d'état-major (1820-1866) et les cartes ou photos aériennes de l'IGN pour la période actuelle (1950 à aujourd'hui).

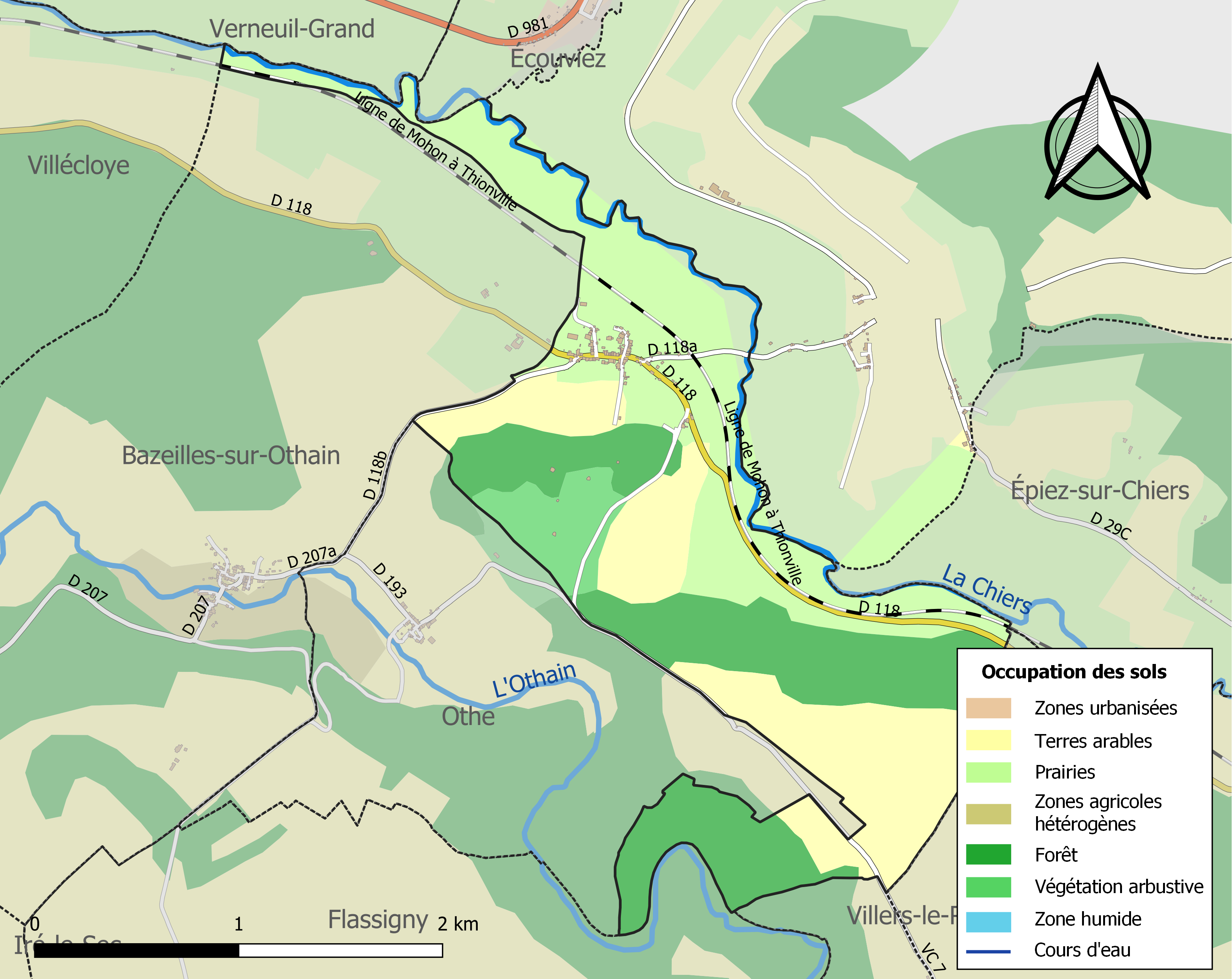
Carte des infrastructures et de l'occupation des sols de la commune en 2018 (CLC).

## Toponymie
Villanis ou Vellanis (1096), Villoines (1301), Villesne (1607), Devillone (1656), Villonne (XVIIe siècle), Velonne (1700)[réf. nécessaire].
Pluriel de l'adjectif féminin bas latin villana ( terra ) : « ( terre ) tenue par un villanus, un paysan libre, domaine non noble ».

## Histoire
La commune est traversée par la voie romaine qui reliait Senon à la voie Reims/Trèves. La côte de la Romanette contrôle cette voie et fut occupée dès l'âge du fer, il y fut aussi trouvé les traces d'un fanum à cella carrée ayant une galerie de onze mètres par dix et demi. Sur la côte fut aussi découverte, en 1840 une petite nécropole mérovingienne.
Avant 1790, Velosnes faisait partie du Luxembourg français, dans la prévôté bailliagère de Montmédy. Coutume de Saint-Mihiel puis de Thionville.

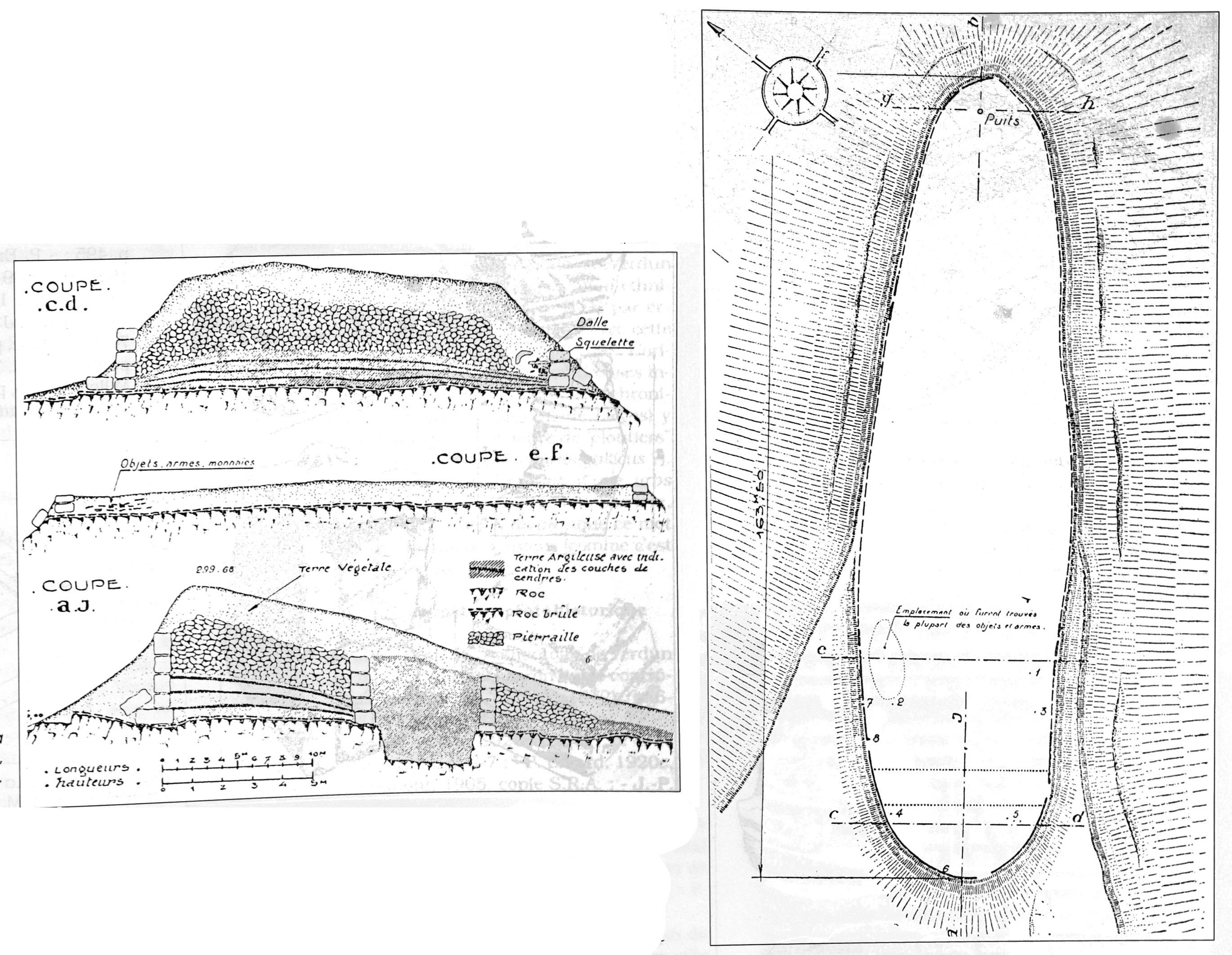
La côte de la Romanette, dessin de Félix Liénard en 1885.

Elle était rattachée au diocèse de Trèves (archid. de Longuyon et doy. de Juvigny).

## Politique et administration
| Période                                  | Période      | Identité             | Étiquette | Qualité |
| ---------------------------------------- | ------------ | -------------------- | --------- | ------- |
|                                          | mars 1983    | Pierre Gérard        |           |         |
| mars 1983                                | octobre 1992 | Marcel Desjardin     |           |         |
| octobre 1992                             | juin 1995    | André Gillet         |           |         |
| juin 1995                                | mars 2001    | Michel Schmitz       |           |         |
| mars 2001                                | En cours     | Jean-Pierre Stelmach |           |         |
| Les données manquantes sont à compléter. |              |                      |           |         |

## Population et société

### Démographie

#### Évolution démographique
L'évolution du nombre d'habitants est connue à travers les recensements de la population effectués dans la commune depuis 1793. Pour les communes de moins de 10 000 habitants, une enquête de recensement portant sur toute la population est réalisée tous les cinq ans, les populations de référence des années intermédiaires étant quant à elles estimées par interpolation ou extrapolation. Pour la commune, le premier recensement exhaustif entrant dans le cadre du nouveau dispositif a été réalisé en 2004.

En 2022, la commune comptait 139 habitants, en évolution de −19,19 % par rapport à 2016 (Meuse : −4,4 %, France hors Mayotte : +2,11 %).
| 1793 | 1800 | 1806 | 1821 | 1831 | 1836 | 1841 | 1846 | 1851 |
| ---- | ---- | ---- | ---- | ---- | ---- | ---- | ---- | ---- |
| 205  | 208  | 233  | 220  | 263  | 270  | 309  | 314  | 327  |

| 1856 | 1861 | 1866 | 1872 | 1876 | 1881 | 1886 | 1891 | 1896 |
| ---- | ---- | ---- | ---- | ---- | ---- | ---- | ---- | ---- |
| 305  | 349  | 315  | 296  | 267  | 276  | 250  | 262  | 283  |

| 1901 | 1906 | 1911 | 1921 | 1926 | 1931 | 1936 | 1946 | 1954 |
| ---- | ---- | ---- | ---- | ---- | ---- | ---- | ---- | ---- |
| 253  | 265  | 271  | 233  | 238  | 223  | 323  | 188  | 206  |

| 1962 | 1968 | 1975 | 1982 | 1990 | 1999 | 2004 | 2006 | 2009 |
| ---- | ---- | ---- | ---- | ---- | ---- | ---- | ---- | ---- |
| 207  | 196  | 165  | 160  | 131  | 146  | 130  | 130  | 153  |

| 2014 | 2019 | 2022 | - | - | - | - | - | - |
| ---- | ---- | ---- | - | - | - | - | - | - |
| 173  | 151  | 139  | - | - | - | - | - | - |

## Culture locale et patrimoine

### Lieux et monuments
- Église de la Nativité-de-la-Bienheureuse-Vierge-Marie (XVIIe siècle).

### Personnalités liées à la commune
Pierre Vellones (1889-1939), compositeur français, né à Paris.